# Murallas de Montgrós
Las murallas de Montgrós, o murallas de El Brull, son unas construcciones defensivas de los íberos ausetanos que cierran el estrecho del Montgrós en el municipio de Brull (Osona).
Fueron descubiertas en 1974, y todavía están en curso de excavación y de restauración por parte del Servicio del Patrimonio Arquitectónico de la Diputación de Barcelona. Según se desprende de los informes de las excavaciones, fueron construidas entre los siglos IV y III a. C. con importantes reformas en la época romana. Actualmente se ha consolidado un tramo de muralla y dos de sus torres.
La muralla tiene unos ochenta metros de largo que cierra todo el estrecho llamado de Montgrós. Sus muros están formados por sillares de piedra, tallados de forma irregular, dispuestos en hiladas poco homogéneas y sin ningún tipo de material para unirlos. Podemos ver con claridad dos grandes torres en el interior de las cuales se han encontrado cerámicas áticas. En su interior se encontraban las casas íberas, aprovechando el gran muro, cuyo grosor oscila según los tramos entre un metro y un metro veinte centímetros.